# Bokšić (Gyurgyenovác)
Bokšić falu Horvátországban, Eszék-Baranya megyében. Közigazgatásilag Gyurgyenováchoz tartozik.

## Fekvése
Eszéktől légvonalban 50, közúton 58 km-re nyugatra, Nekcsétől légvonalban 11, közúton 14 km-re északnyugatra, községközpontjától légvonalban 5, közúton 7 km-re északra, a Szlavóniai-síkságon fekszik. Három utcából áll, az Osječka, a Šidska és Josip Juraj Strossmayer utcákból.

## Története
A település valószínűleg a török uralom idején keletkezett, de a felszabadító harcok során elnéptelenedett. 1698-ban „Boxich” alakban, lakatlan településként szerepel a szlavónai települések kamarai összeírásában.
Az első katonai felmérés térképén „Boksicz” néven található. Lipszky János 1808-ban Budán kiadott repertóriumában „Boksich” néven szerepel. Nagy Lajos 1829-ben kiadott művében „Boksicz” néven 121 házzal, 760 katolikus lakossal találjuk.
1857-ben 750, 1910-ben 901 lakosa volt. Verőce vármegye Nekcsei járásához tartozott. Az 1910-es népszámlálás adatai szerint lakosságának 88%-a horvát, 6%-a magyar, 2%-a szlovák anyanyelvű volt. Az első világháború után 1918-ban az új szerb-horvát-szlovén állam, majd később (1929-ben) Jugoszlávia része lett. 1991-ben lakosságának 96%-a horvát nemzetiségű volt. 2011-ben 433 lakosa volt.

## Lakossága
| Lakosság változása | Lakosság változása | Lakosság változása | Lakosság változása | Lakosság változása | Lakosság változása | Lakosság változása | Lakosság változása | Lakosság változása | Lakosság változása | Lakosság változása | Lakosság változása | Lakosság változása | Lakosság változása | Lakosság változása | Lakosság változása |
| ------------------ | ------------------ | ------------------ | ------------------ | ------------------ | ------------------ | ------------------ | ------------------ | ------------------ | ------------------ | ------------------ | ------------------ | ------------------ | ------------------ | ------------------ | ------------------ |
| 1857               | 1869               | 1880               | 1890               | 1900               | 1910               | 1921               | 1931               | 1948               | 1953               | 1961               | 1971               | 1981               | 1991               | 2001               | 2011               |
| 750                | 761                | 698                | 754                | 724                | 901                | 938                | 1.023              | 1.000              | 1.033              | 922                | 781                | 623                | 607                | 539                | 433                |

## Gazdaság
A falutól északkeletre olaj- és gázmező található.

## Nevezetességei
Szent Péter apostol tiszteletére szentelt római katolikus plébániatemploma. A templom eredetileg Keresztelő Szent Jánosnak volt szentelve. 1856-ban egy tűzvészben leégett. 1862-ben újjáépítették és a falu akkori kegyura Petar Mihalović tiszteletére a Szent Péter titulust kapta. A plébániát 1926-ban alapították. Bokšić, Beljevina, Šaptinovac, Bokšić Lug és Zokov Gaj falvak tartoznak hozzá.

## Oktatás
A településen a gyurgyenováci J. J. Strossmayer elemi iskola területi iskolája működik.

## Sport
Az NK Polet Bokšić labdarúgóklubot 1954-ben alapították. A megyei 2. ligában szerepel.